# Ciocănitoare verde
Ciocănitoarea verde sau ghionoaia verde (Picus viridis) este o pasăre din familia picidelor, ceva mai mare decât guguștiucul, de culoare verde-gălbui. Se hrănește cu insecte, în special cu furnici din mușuroaie, dar în sezonul rece consumă și boabe; este întâlnită în păduri bătrâne și își face cuibul în scorburi de copaci uscați. 
În România este prezentă pe tot parcursul anului și este răspândită pe promontorii cu păduri de deal și de șes. Este frecventă în Dobrogea, dar lipsește din Delta Dunării.

## Caracteristici
Este o specie de ciocănitoare de talie mare, cu un dimorfism sexual redus, întrucât ambele sexe au coloritul relativ similar: creștetul și ceafa roșii, obrazul gri deschis cu mustață neagră, îngustă, abdomenul gri-deschis, pal, iar spatele verde. Masculul are o pată roșie în centrul mustății negre, care lipsește la femelă. Lungimea corpului este de 30-36 cm și are o greutate medie de 138-250 g. Anvergura aripilor este cuprinsă între 45-51 cm.

## Etimologie
Numele științific provine din latină, unde picus înseamnă ciocănitoare. Acesta e derivat din proto-italicul *pikos, în definitiv din proto-indo-europeanul *(s)peyk- și are, cel mai probabil, o origine onomatopeică. Tot în latină, viridis înseamnă verde.
Numele popular este derivat din verbul a ciocăni, format la rândul său din substantivul ciocan și provenit din termenul slavon čekanŭ. Cealaltă variantă, des întâlnită, de ghionoaie, este derivată din, sau înrudită cu albanezul gjon, cuvânt ce desemnează un ciuș,ceea ce poate sugera că a apărut dintr-un substrat balcanic indo-european.

## Răspândire
Mai mult de 75% din aria de răspândire a ghionoaiei se află în Europa, unde este absentă din unele părți nordice și estice, precum și în Irlanda, Groenlanda și Insulele Macaroneziei, în rest fiind larg răspândită. Se crede că peste jumătate din populația europeană se află în Franța și Germania, cu efective semnificative și în Regatul Unit, Suedia, Rusia, Croația, România și Bulgaria. Este prezentă și în Asia de Vest, precum pe coastele Turciei, în sudul Mării Caspice și în Munții Zagros, la granița dintre Iran și Irak.

## Reproducerea

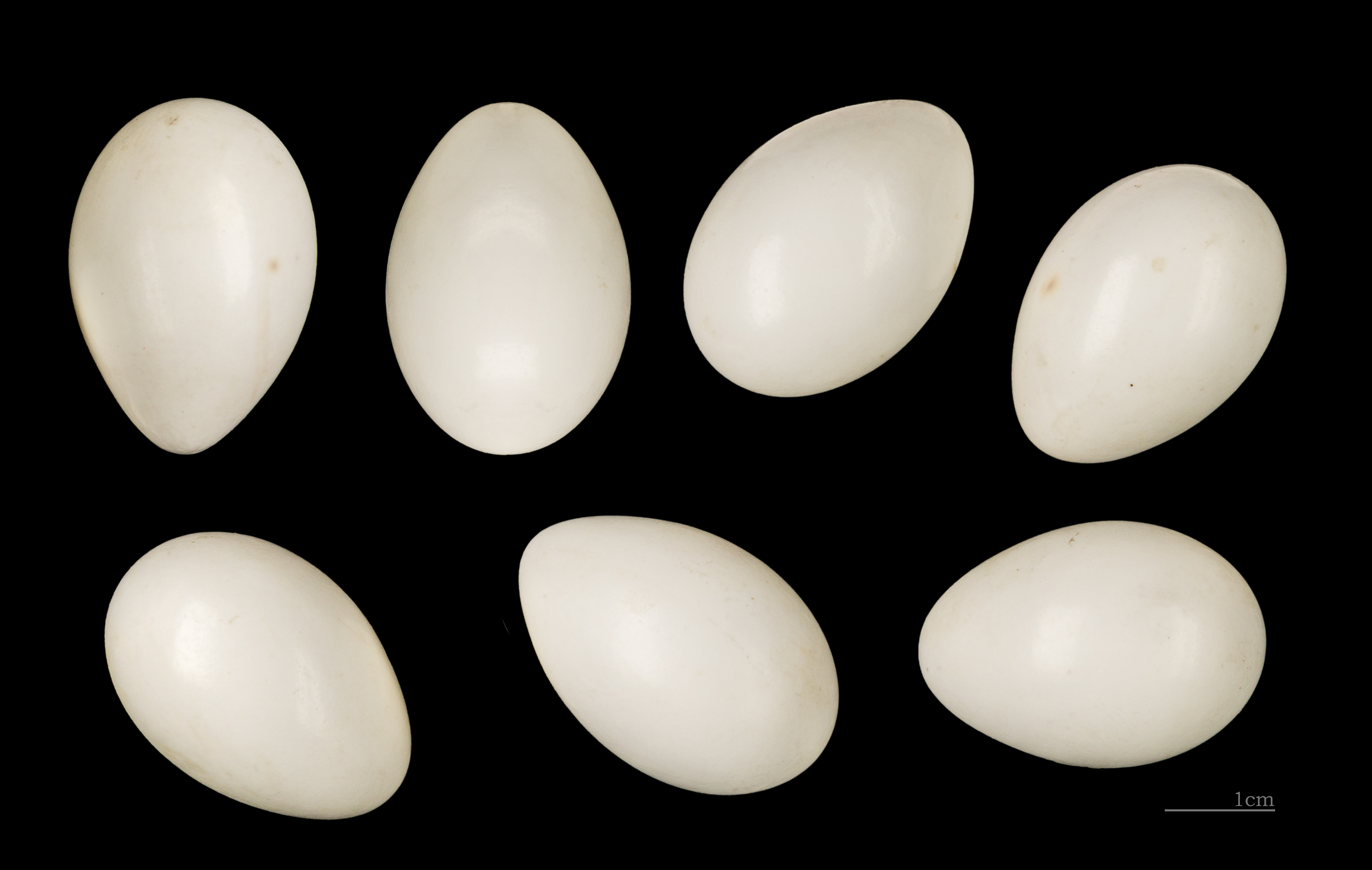
Picus viridis